# Asch-kísérlet
Az Asch-kísérlet a szociálpszichológia egyik ismert kísérletsorozata (l. Asch 1951–1966), melyben Solomon Asch a konformitás erejét vizsgálta, azaz hogy a kísérleti személyek mennyire engedelmeskednek a csoport nyomásának. Az eredeti kísérletet 1955-ben végezte el a Stanford Egyetemen. A kísérlet egyszerű: a kísérleti személyek két kártyát látnak, melyeken vonalak vannak. Az egyik kártyán egyetlen egyenes vonal, melyet standardnak (referenciának) jelölnek ki, a másikon pedig az ezzel összehasonlítandó három másik, különböző hosszúságú vonalakkal. A feladat az, hogy hangosan kimondják, egymás után, hogy a három vonal közül melyik azonos hosszúságú a standarddal.

## A kísérlet menete

A résztvevőknek arra a kérdésre kellett válaszolniuk, hogy a jobb oldali lapon látható vonalak közül melyik hosszúsága egyezik meg a bal oldali lapon látható referenciavonaléval.

Asch eredeti, 1955-ös kísérletében hét egyetemista diákot ültetett egy asztal köré, és nagyméretű papírlapokat mutatott fel nekik párosával.
Az egyik lapon egyetlen függőleges fekete vonal volt, ez volt a referencia.
A másik lapon három függőleges fekete vonal volt (a, b és c betűkkel megjelölve), melyek közül az egyik hosszúsága pontosan megegyezett az első lapon szereplőével.
Minden lappár felmutatásakor a kísérletben részt vevők egyesével, sorrendben haladva elmondták, szerintük melyik a referenciavonallal egyező hosszúságú vonal a három közül.
Mindezt 18-szor ismételték meg, minden alkalommal más referencialapot és összehasonlító lapot használva.
A vonalak hosszúsága olyan nagy mértékben különbözött, hogy a helyes válasz gyakorlatilag mindig egyértelmű volt a résztvevők számára. Ám a kísérletben egyetlen személy kivételével mindenki „beépített ember” volt, és az egyetlen valódi résztvevő nem tudta, hogy őket még a kísérlet előtt felkérték, hogy következetesen rossz válaszokat adjanak.
Az első és második körben valamennyi résztvevő helyesen válaszolt. A harmadik körtől kezdve azonban az első öt beépített ember egyöntetűen hibás választ adott, és a hatodikként következő valódi résztvevőnek minden oka megvolt rá, hogy azt higgye, az előtte szólók őszintén gondolták válaszukat. Ekkor ő általában meglepődve és feszülten elmondta saját válaszát. Végül a hetedikként válaszoló, utolsó beépített ember is megismételte az első öt személy által adott helytelen választ.
A következő 15 körből 10-ben a beépített emberek újra egyhangúlag rossz válaszokat adtak.
Asch valamennyi kísérleti alanyát ugyanennek a próbának vetette alá.

### Változatok
Asch erre az alapvető kísérletre aztán számos változatot épített, melyekben azt vizsgálta, hogy hatással van-e a konformitásra a csoport mérete, illetve az, hogy a csoport egyhangúlag vagy nem egyhangúlag képvisel egy véleményt. Egyes variációkban mindössze kéttagú csoportot kérdezett egyetlen beépített emberrel, máskor 15 fősre is növelte a létszámot. Ezenkívül „lázadókat”  is elhelyezett a csoportban, akik vagy valódi résztvevők voltak, vagy olyan beépített emberek, akik azt az utasítást kapták, hogy adjanak helyes válaszokat.
Hogy eldönthető legyen, hogy egy lázadó hatása magának a lázadásnak vagy az általa adott helyes válasznak tulajdonítható-e, bizonyos esetekben arra kérte a többségtől eltérő választ adó beépített embert, hogy ő is helytelen választ adjon – néha még a többség válaszánál is rosszabbat, néha jobbat. Továbbá vizsgálta annak hatását is, mikor egy lázadó átáll a többségi véleményre, vagy mikor menet közben kiszáll a kísérletből (egy állítólagos éppen esedékes megbeszélése miatt a dékánnal).
Végül pedig rendszeresen változtatta a referenciavonal és a három vonal közti hosszkülönbséget, hogy lássa, létezik-e olyan pont, ahol már annyira egyértelműen téves a rossz válasz, hogy a kísérleti személy egyáltalán nem lesz hajlandó a többség oldalára állni.

## Eredmények

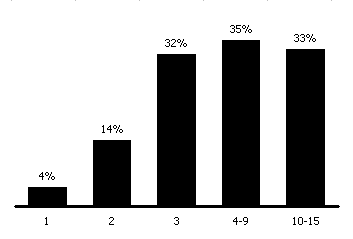
Azon fordulók százalékos aránya, amikor a résztvevők csatlakoztak a csoport egyértelműen rossz válaszához (a csoportméret függvényében)

Asch megdöbbentő eredménye az volt, hogy a kísérlet résztvevői még teljesen egyértelműen helytelen válasz esetén is hajlandóak voltak a többség oldalára állni.
Azoknál a kritikus kérdéseknél, ahol a többség rossz választ adott, a véleményükkel egyedül maradt résztvevők 37%-a csatlakozott a helytelen többségi válaszhoz.
Az egyes résztvevők nagyon különböztek abban, mennyire hajlandóak alávetni magukat a többség véleményének. Mintegy negyedük egyszer sem csatlakozott a helytelen véleményhez. Egy másik részük viszont szinte kivétel nélkül a többség oldalára állt (8%-uk a kritikus körökben 12-ből 10 alkalommal a többségi, helytelen választ ismételte meg).
A csoport mérete is befolyásolta az eredményt. Azok a résztvevők, akikkel szemben csupán egyetlen beépített ember képviselte a rossz választ, mindössze 4%-ban vették azt át.
Kéttagú csoporttal szemben ez az arány 14%-ra, 3-tól 15-ig terjedő létszámú csoportok esetén pedig 31 és 37% közötti számra emelkedett, de ebben a tartományban nem mutatott statisztikailag számottevő változást. A csoportméret hatása 3–4 fős létszám fölött már nem erősödött: ennél nagyobb csoportok nem gyakoroltak erősebb hatást a résztvevőkre.
Egy, a csoportnak ellentmondó másik résztvevő – aki lehetett egy másik gyanútlan személy vagy egy ellenállásra utasított beépített ember is – jelentősen csökkentette a többség nyomásának erejét. Az olyan résztvevők, akiknek volt a csoportnak ellentmondó szövetségese, négyszer kevesebbszer adtak rossz választ az egyhangú többséggel szembenézőkhöz képest.
Egy olyan szövetséges, aki szintén helytelen, de a többségéhez képest kevésbé rossz választ adott, mintegy harmadával csökkentette a résztvevők konformitását, míg egy, még a többséginél is rosszabb választ adó „lázadó” kétharmaddal. Az utóbbi esetben a résztvevők csupán az esetek 9%-ában álltak át a többség oldalára.
Amennyiben egy szövetséges hat kör után átállt a többség oldalára, a résztvevők hibás válaszainak száma visszaugrott arra a szintre, mint mikor egyáltalán nem is volt szövetséges, tehát a maradék körökben ismét a válaszaik több mint egyharmada a hibás, többségi véleményhez igazodott. Más szóval a résztvevők hajlandósága a független vélemény képviseletére a szövetséges átpártolásával eltűnt.
Mikor Asch kb. 18 cm (7 hüvelyk) hosszúságra növelte a vonalak közti különbségeket, a résztvevők egy jelentős része még akkor is hajlandó volt követni a csoport hibás válaszait.

### A válaszreakciók típusai
Az eredeti kísérletsorozatban a kísérleti személyek többsége (~67%) független maradt, azaz nem vette át a csoport többségi véleményét. Őket a következő típusokba lehetett sorolni:
- Magabiztos: a konfliktust úgy oldotta meg, hogy energikusan szembeszállt a többségi véleménnyel és sosem engedett a maga igazából.
- Individualista: elvből figyelmen kívül hagyta a többségi véleményt, mivel úgy gondolta, hogy neki mindig igaza van.
- Lelkiismeret-furdalásos: bár nem engedett, jelentősnek ítélte meg a konfliktust, és kételkedett ítélete helyességében.

A konform vagy engedékeny kísérleti személyek (~32%) a következő módokon reagáltak:
- Viaszember: annyira kicsi volt az önbizalma, hogy ténylegesen helyesnek érezte a többségi álláspontot.
- Önmagában bizonytalan: bizonytalan volt saját ítéletében, és ezért inkább csatlakozott a többséghez.
- Kisebbrendűségi érzéssel küzdő: bár teljes tudatában volt annak, hogy saját válasza a helyes, mégis inkább átállt a csoporthoz, mert nem bírta volna elviselni, hogy deviánsnak tekintsék.

## Lásd még
- Milgram-kísérlet